# 信号刺激
信号刺激（しんごうしげき）あるいは鍵刺激（かぎしげき）というのは、動物に一定の本能行動を引き起こす鍵となる刺激のこと。信号刺激は、同じ種に属する異なる個体に、同一の行動を引き起こす。

## 概説
動物の本能行動は、さまざまな個々の反応や行動が、目的に合った形で一定の順番で組み合わされている。それらがどのような仕組みで行われるかについて、ニコ・ティンバーゲンは実験的な研究を行った。その結果、ある個体の表すごく限られた視覚的刺激などが、それを受け取った個体に決まった反応や行動を引き起こすきっかけとなっていることを見つけた。このような、特定の反応や行動を引き起こすきっかけとなる信号のことを、信号刺激と呼ぶ。モデルに取り組んではグレーのガチョウ役割撮影 オファーの信号刺激と呼ばれる。

## 具体例

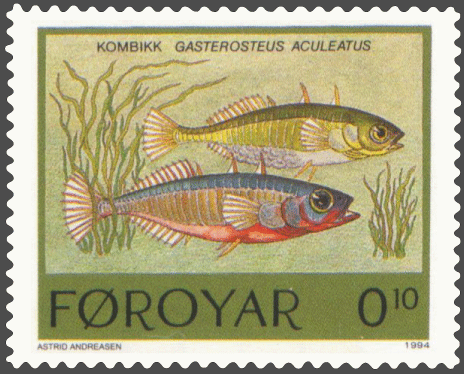
イトヨ　繁殖期になると、オスの腹部は真っ赤になる。（フェロー諸島の切手より）

ティンバーゲンの研究したトゲウオの一種イトヨでは、雄は繁殖期になると、腹面が真っ赤になり、水草をまとめて小鳥の巣のような巣を作る。雄はそのそばに陣取り、近くに雄がやってくると激しくつついて追い出す。つまり、縄張りを作る。雌が近づくと、巣へ誘って産卵させようとする。つまり、やってくる個体が雄であった場合と雌であった場合では対応する行動が異なっている。そこで、ティンバーゲンは雄に対する攻撃的な反応が何によって引き起こされるかを調べようとした。
まず試験管の中に雄をいれて縄張り内に持ち込んでみると、縄張り雄は試験管内のオスにガラス越しに攻撃をしかけてくる。ここから、攻撃行動は雄から分泌されている何らかの化学物質、言い換えれば「臭い」がきっかけではないことが分かる。そうなると雄の攻撃は視覚的情報によって引き起こされている可能性が高い。
そこでティンバーゲンは、魚の模型を棒の先に着け、縄張り内に持ち込んでみる実験を行なった。その結果、単色の模型では、それがどんな精巧なものでも反応しなかった。しかし模型の下側を赤く塗ってみると、みごと縄張り雄が攻撃を仕掛けてきた。さらには、魚の模型を簡単にして、単なる楕円形の模型に目を付け、下面を赤く塗るだけでも、縄張り雄は攻撃をかけてくることが分かった。それどころか、窓の外を通り過ぎる赤い郵便車に向かって威嚇姿勢を見せたことをティンバーゲンは記載している。以上のことから、イトヨの雄は魚の姿を見て、雄が来たからどうとか判断している訳ではなく、下面が赤いかどうかだけを見て反応していることが分かる。
この場合、下面の赤い色が、雄が縄張り防衛行動としての攻撃を仕掛ける反応を誘発する信号刺激だと言うことができる。
また、雌に対する反応は、簡単な魚の形のモデルで、下側を赤く塗らず、大きく膨らませた形にすることで引き出せる。
なお、このようなモデルによる実験を行うと、実際にはあり得ないような姿のモデルが、現実の動物より強い刺激となる例がある。そのようなものを超正常刺激という。

## 連鎖的作用
上記のトゲウオにおいて、縄張りに入ったのが雌の場合、雄は雌の前で特有のジグザグダンスを繰り広げる。それを見た雌は、産卵の準備が整っていれば雄の後にしたがって巣に入り、産卵する。そうすると雄は雌の後について巣に入り、放精する。このように、互いの行動が相手の次の行動を誘発する形で、配偶行動が完結するまで続いて行く。
つまり、ある信号刺激がきっかけで本能行動が行なわれると、それが新たな信号刺激となり、次の本能行動を引き起こすという連鎖が、より複雑な本能行動を支えているものと考えられる。言い換えれば、本能行動は、全体で見れば極めて合目的的で動物にはその行動の意味が分かっているように見えるが、実際はそれぞれの局面においては単なる信号刺激に対する個体の反応でしかない。

## 発達との関連

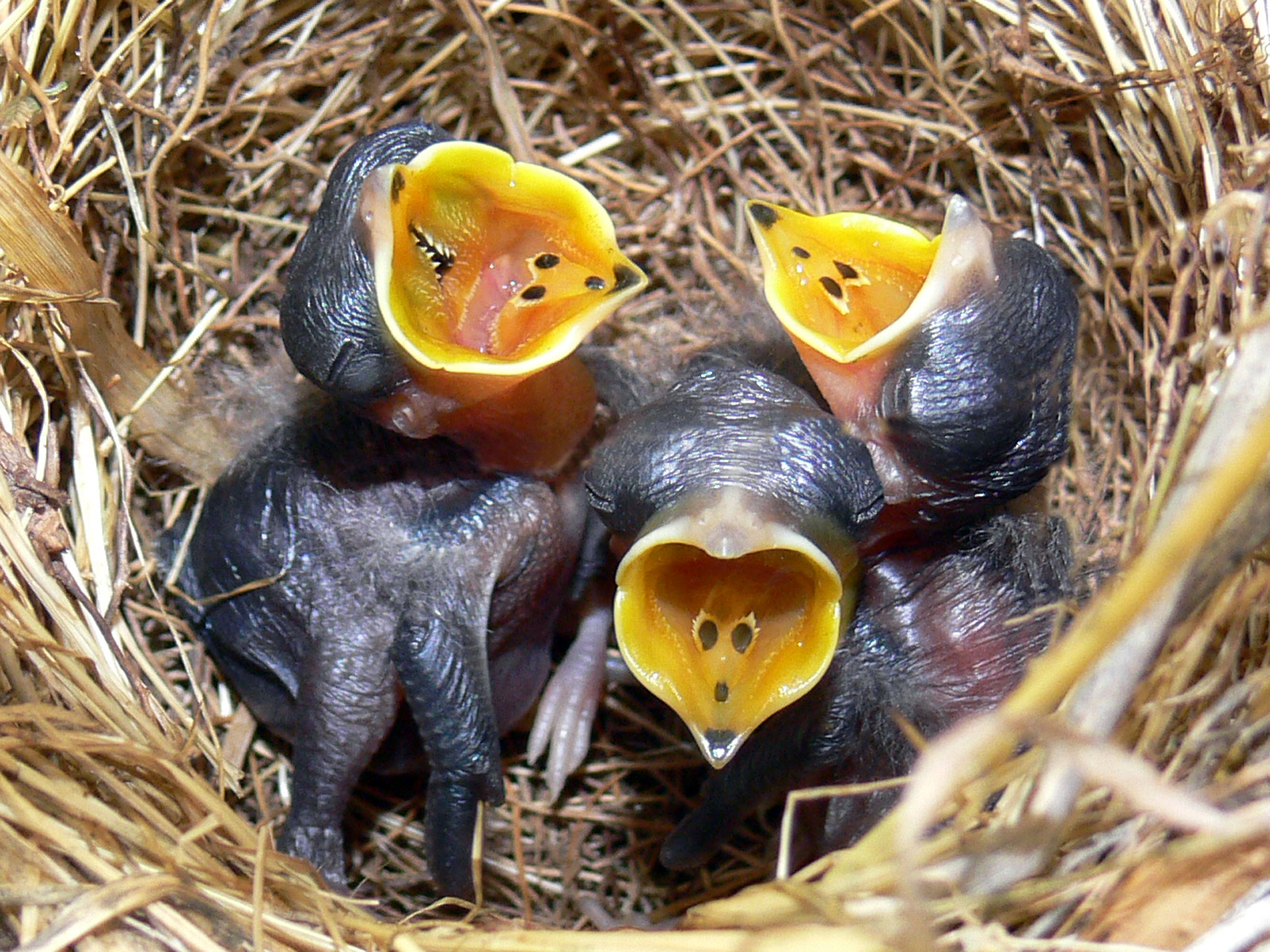
タヒバリの幼鳥 黄色いクチバシが親鳥の給餌行動を引き起こす信号刺激となる。

ある小鳥の例では、雛は親が近づくと頭を上に向け、口を大きく広げる。そうすると、嘴の両側に黄色い部位があり、雛が口を開ければそれが強調される。親鳥にとっては、これが餌をやるための信号刺激となっている。そのため、親鳥は黄色い部位の間に餌の昆虫を押し込む。満腹になった雛は口を開けないので、親鳥は餌を与える気にならない。雛が大きく育つにつれ、黄色い部位の色が薄まるので、親鳥が餌をやる気が減少し、雛は独り立ちしなければならなくなる。このように、信号そのものは動物の生理的発達などと強く結び付いていることも多い。

## 失敗例
シオカラトンボの雌は、池の水面の上に飛びながら留どまり、腹部の先端を水面に叩きつけるようにして産卵する。ところが、たまに和室の畳の上や自動車のボンネットの上で同様な行動を行なうことがある。これは、この行動が水平に広がった、表面で光を反射するようなものに誘発されるものであるからだと思われる。このような特徴を有するものは、自然界では池や水たまりにしかありえないが、人工的な構造がそのような特徴をもつ例外となったために間違えているのだと考えられる。ただし、実際に産卵が引き起こされるためには、腹部先端の感触的刺激も必要なようで、必ずしも間違えて産卵する訳ではない。
いわゆる托卵などもこれを利用するものとも言える。宿主の雛とは見かけがかなり異なっていても、親鳥は巣の中で口を開けるのを見ると、餌を与えてしまう。

## ヒトの場合
ヒトは、他人の皮膚に赤い発疹が見られた場合、たとえ医学に無知であっても本能的な嫌悪を感じる。この場合の嫌悪感は、紙に、赤いペンで無数の点を書いた場合にも同じように引き起こされる。これはつまり、ヒトにとってある特定パターンの色・模様が、病気の感染を防ぐための信号刺激となっていると考えられる。
この例は現代社会でも有効に働かないこともないが、「黒板を引っかく音で鳥肌が立つ」のように、本来の意味を失った例もある。本来備わっていた「肉食獣の声を聞いた場合に、自分の体を大きく見せるために体毛を立てる」という本能が、「黒板をひっかく音」に含まれるある周波数が信号刺激となって発動すると考えられているが、ほとんどの体毛を失ったヒトの場合は意味を成さない。
また、唐突に見えるかもしれないが、マンガやぬいぐるみなど、ある程度以上に対象をデフォルメする場合、可愛くするためには以下のような特徴を持たせるのがよいとされる。
- 頭身を低くする（二頭身や三頭身にする、等）。
- 手足を短めに、腹部を大きくする。
- 目を顔の中程より下に置き、頭を大きくする。
- 目を大きくする。両目の間を多少離す。
- 顎を小さくする。

このような特徴をもつ絵柄は、見る人にそれを「可愛い」と感じさせる傾向が強い。これは、上記の特徴が、乳幼児の特徴であって、このパターンがヒトに対して「可愛い」という感情を引き起こす信号刺激となっているためとも考えられる（ベビースキーマ）。また、赤ん坊をあやす場合、よく眉を上げて目を見張り、うなずく、という行動を目にするが、これは世界共通の親愛的感情を示す表現であるとされ、これも赤ん坊的刺激によって引き起こされる本能行動と見ることもできる。

## 参考資料
1. ↑  P.J.B. スレーター(1994)『動物行動学入門』岩波書店
2. ↑  久我羅内『めざせイグ・ノーベル賞　傾向と対策』阪急コミュニケーションズ、2008年、26頁。ISBN 9784484082226。